# Stéphan Caron
Stéphan Caron (n. 1 iulie 1966, Rouen, Franța) este un înotător francez, medaliat olimpic. A participat la 3 ediții ale Jocurilor Olimpice (1984, 1988, 1992) în care a câștigat două medalii de bronz.